# Kazinczy Ferenc
Kazinci és alsóregmeci Kazinczy Ferenc (Érsemjén, 1759. október 27. – Széphalom, 1831. augusztus 23.) magyar író, költő, a nyelvújítás vezéralakja, a Magyar Tudományos Akadémia tagja, Kazinczy László ezredes testvérbátyja. Nyelvújító és irodalomszervezői tevékenységével a reformkor előtti évtizedekben a nemzeti felemelkedés és önállósulás ügyét szolgálta. Kazinczy Lajos szabadságharcos vértanú apja.

## Élete

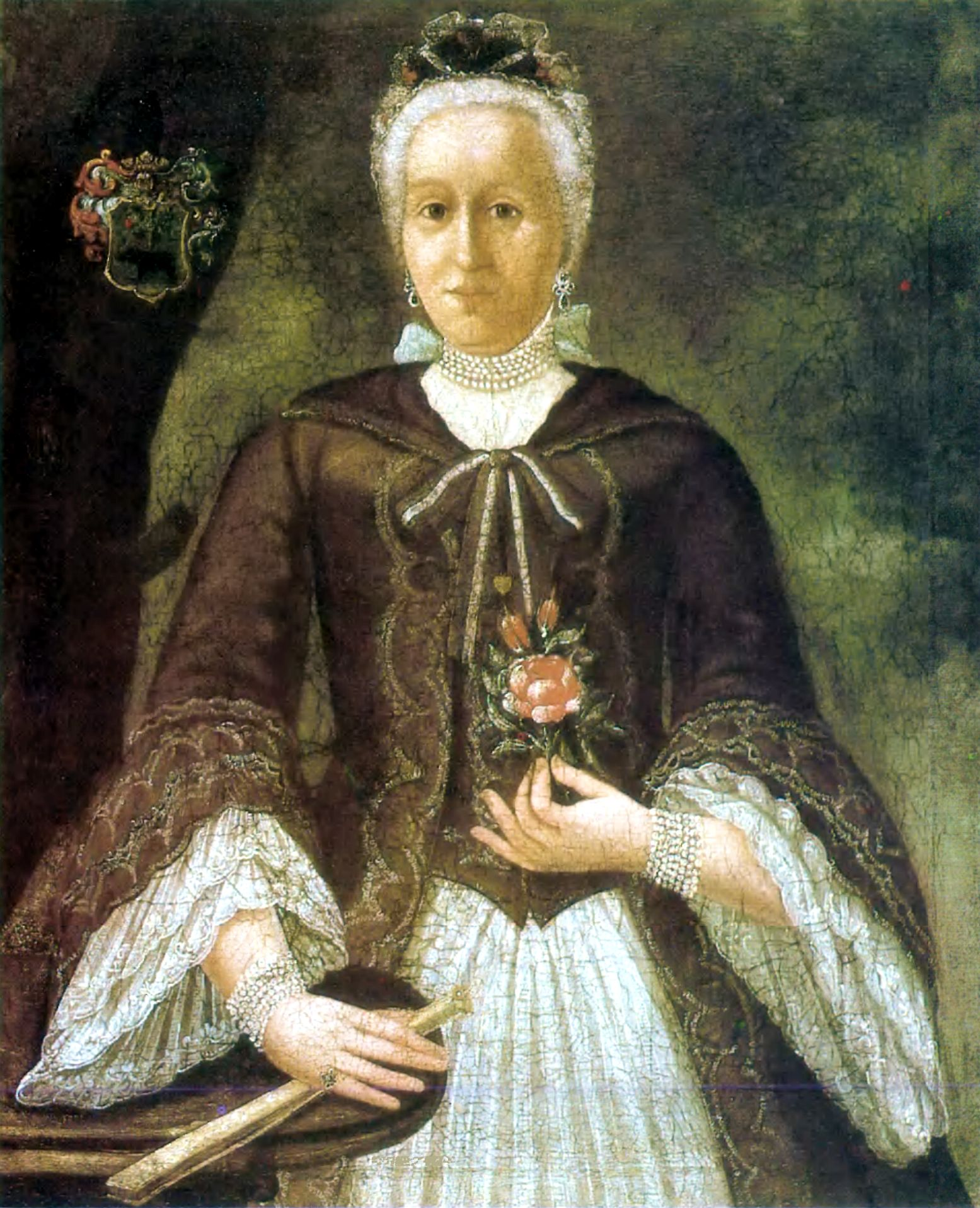
Kazinci Kazinczy Józsefné nagybossányi Bossányi Zsuzsanna (1740–1812), Kazinczy Ferenc édesanyja

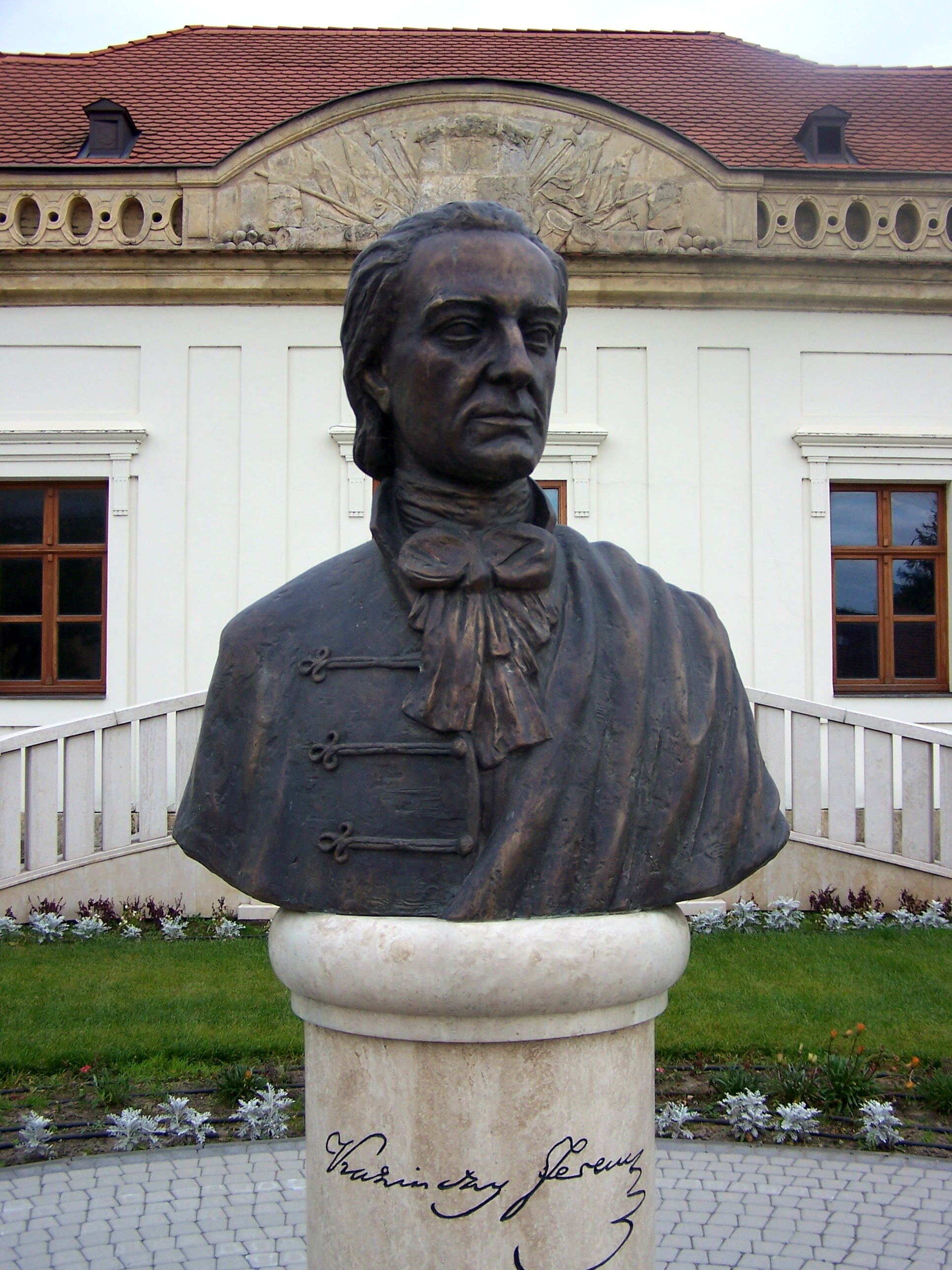
Szobra a bugyi Beleznay-kúria előtt

Kazinczy Ferenc régi nemesi családból származott. Édesapja, Kazinczy József (1732–1784), Abaúj megyei táblabíró, édesanyja, nagybossányi Bossányi Zsuzsanna (1740–1812) volt. Nyolcadik életéve betöltéséig anyai nagyapjánál, nagybossányi Bossányi Ferenc (1703–1786) Bihar vármegye főjegyzőjének, országgyűlési követének a házánál nevelkedett, ahol hétéves koráig magyar szón kívül egyéb élő nyelvet nem hallott. Első ismert levelét 1764 decemberében szüleinek írta, akik akkor Regmecen laktak. 1766-ban nagynénje megbetegedett, gyógyíttatása érdekében a család Debrecenben tartózkodott, Kazinczy három hónapig a Református Kollégiumba járt. Nagynénje halála után, 1767-ben visszakerült a szülői házhoz, ahol magántanulóként egy késmárki diáktól latinul és németül tanult. Igen művelt és felvilágosult szellemű apja ritka fogékonyságot tapasztalván fiában, maga is örömest foglalkozott vele, társalogva és tanítgatva. Kazinczy 1768-ban nyelvi tanulmányait Késmárkon folytatta előkészítő osztályban.

### A sárospataki évek
1769. szeptember 11-étől tíz éven át a sárospataki kollégium tanulója volt, ahol autodidakta módon elsajátította az ógörög nyelvet. 1773-ban felvették a retorikai osztályba. Decemberben az iskolai küldöttség élén gróf Beleznay Miklós tábornokot neve napján annak bugyi birtokán üdvözölte, ezen az útján látta először Pestet.
1775-től a főiskolán a jogi tantárgyak mellé felvette a teológiát is, egy, az iskolába érkezett francia katonatiszttől pedig franciául tanult. 1775-ben, édesanyja biztatására közreadta első művét, a Magyar Ország Geographica, az az Földi állapotjának le-rajzolása címmel, amely Kassán jelent meg.
Mély hatást tett rá a főiskolának puritán szelleme; a sárospataki Rákóczi névhez fűződő dicsőséges emlékek hazafias érzését táplálták, szellemi fejlődését a kollégium gazdag könyvtára mozdította elő, melyben szorgalmasan búvárkodott. Olvasta Anakreón műveit, a római klasszikusokat, Gessner pár idilljét, amelyek nagyon megragadták figyelmét, és kezébe jutottak az éledő magyar irodalom friss termékei: a Kartigám és Bessenyei György művei. Apja eleinte katonának szánta, de jó szemmel nézte fia írói hajlamait is, és mielőbb szerette volna egy nyomtatott könyvét látni. Amikor Kazinczy József 1774. március 20-án váratlanul elhunyt, az özvegy sürgette az atyai óhajtás teljesítését, így jött létre, kissé rögtönözve, Kazinczy első műve, alig 16 éves korában: Magyarország geographikai, azaz földi állapotjának lerajzolása, melyet egynéhány fő geographusok munkájából kiszedegetett… (Kassa, 1775). A könyv példányait a vizsgán osztotta szét az anya. Szilágyi Ferenc szuperintendens buzdította a fiút, de kifogásokat is tett. Kazinczy annyira szívére vette a rideg fogadtatást, hogy nem kívánta nevét többé nyomtatásban látni. De anyjának és a család barátainak ösztönzésére nemsokára lefordította Bessenyeinek a Die Amerikaner című, németül írt elbeszélését, és anyjának ajánlva kinyomatta e címmel: Az amerikai Podoc és Kazimir keresztyén vallásra való megtérése (Kassa, 1776). Bessenyei válasza, akinek a fordítást megküldte, serkentőleg hatott rá. Általában szívesen kereste már akkor az érintkezést nevesebb férfiakkal, és ebben nagy segítségére volt az a finom és közlékeny modor, amelyet a családja köréből hozott. Jó protestáns és jó magyar létére felvilágosult gondolkodás és európai kultúra jellemezte.
Nagy befolyással volt fejlődésére az 1777. év, amikor Zemplén vármegye küldöttsége Bécsbe utazott. E küldöttség tagja volt nagybátyja, Kazinczy Ferenc, aki őt magával vitte. Az ifjú Kazinczy ekkor járt először a császárvárosban, amelynek nagyszerű gyűjteményei, különösen képei egészen elragadták. Ritka művészi érzéke itt olyan kielégítésre lelt, amit addig nélkülöznie kellett. Sárospatakra visszatérve pedig a magyar irodalom két új tüneménye fogadta. Egyik Baróti Szabó Dávidnak új mértékre vett versei, melyek a klasszikus költészet versformáit kívánták behozni költészetünkbe, a másik Báróczi Sándor testőr írónak művészi prózában készült Marmontel-fordítása. Kazinczyra mind a versújító, mind a stílusújító kezdemény nagy hatást tett, végleg elhatározta, hogy író lesz, és Báróczit utolérni fog törekedni.
Egy másik útján édesanyjával Kazmérba, később a bihari főispán, Andrássy István beiktatására Nagyváradra ment.
1779. július 15-én utolsó vizsgái után elbúcsúzott az iskolától.

### 1780–1794. december

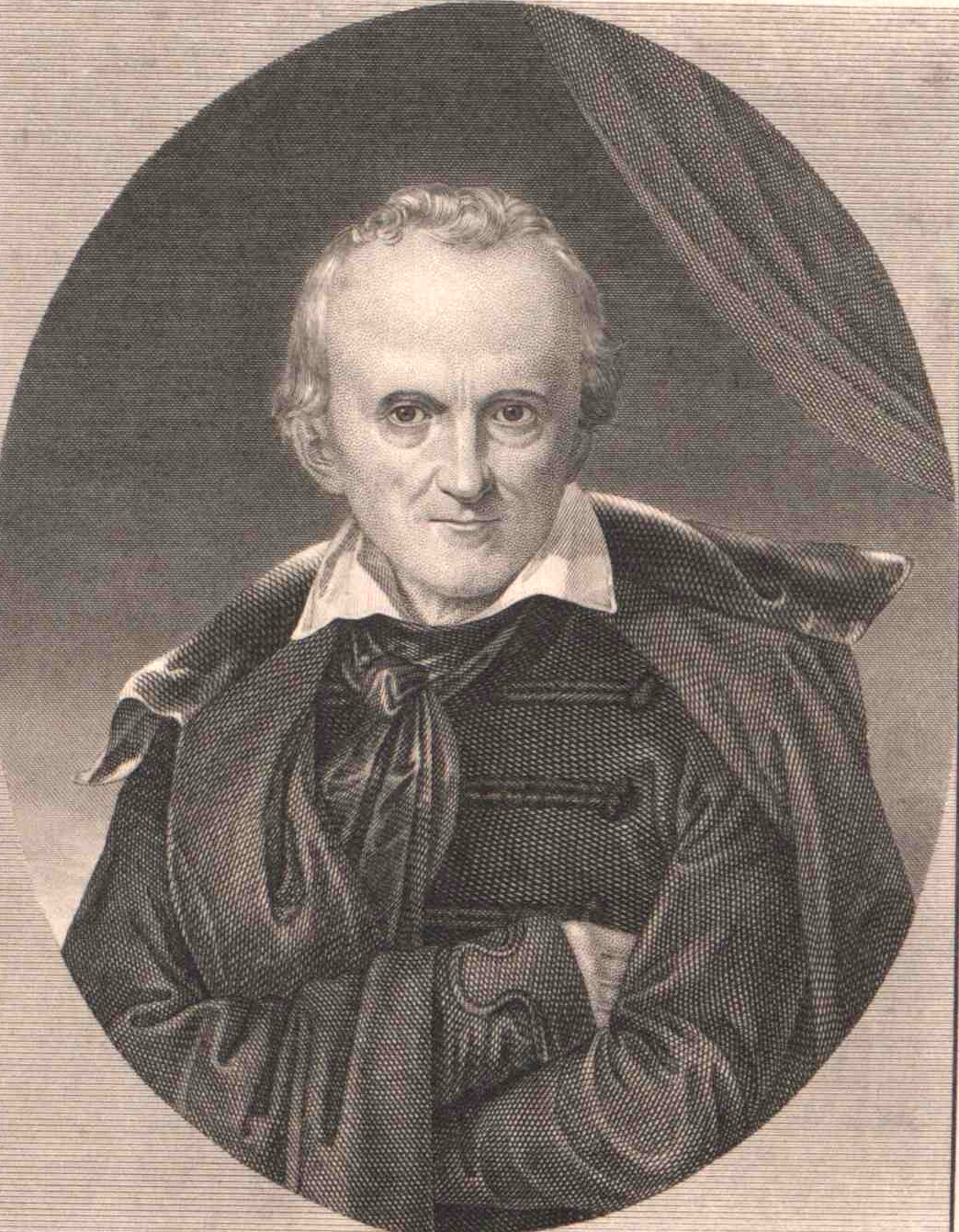
Johann Ender metszete

1779. szeptember 9-én Milecz Sámuel tornai ügyészhez utazott Kassára, ott kötött ismeretséget azzal a Rozgonyi Erzsébettel, aki első szerelme lett, s akivel a szerelmi szál hamar megszakadt, ámde aki később sokat segített a börtönbe vetett Kazinczyn, valamint Baróti Szabó Dáviddal. Közben egy nagyváradi út alkalmával, 1780-ban megismerkedett Révai Miklóssal is; október 18-án búcsút vett Kassától. 1781. január 11. és 1782. június 2. között Eperjesen folytatta a joggyakorlatot, emellett sokat foglalkozott a művészetekkel is: táncolni, fuvolázni, rajzolni, festeni tanult, sokat olvasott; különösen a német írókat kedvelte. Szerelmes lett egy „mívelt leányba", Ninos Steinmetz özvegy katonaorvosné leányába, aki nagy hatással volt rá.
1782 augusztusában édesanyja felkísérte Pestre, ahol Bernáth József „patvaristája” lett, majd felesküdött hites jegyzőnek. Pesten két idősebb, emelkedett szellemű íróval, Orczy Lőrinc báróval és Ráday Gedeonnal ismerkedett össze. Ráday még jobban megismertette a nyugati irodalommal, de a régi magyar írókkal, különösen Zrínyi Miklóssal is. Ez a barátság nagyban fejlesztette Kazinczy esztétikai érzékét, és szélesítette látókörét. Ekkor készítette Gessner idilljeinek fordítását is, melyet kéziratban közölt Rádayval és Báróczival és e mestereinek lelkes elismerése nagyban fokozta írói becsvágyát. Hogy Kazinczy ezen, ma már érzelgősnek ismert idill-költővel foglalkozott, azt egyrészt a szentimentális irány akkori divatja hozta magával, másrészt pedig Kazinczynak az a törekvése, hogy a magyar prózát az érzelmek festésében, a gyöngéd hangulatok kifejezésében gyakorolja. A fordítást, amely több évig csak kéziratban forgott közkézen mint új jelenséget üdvözölték az ifjabb írók.

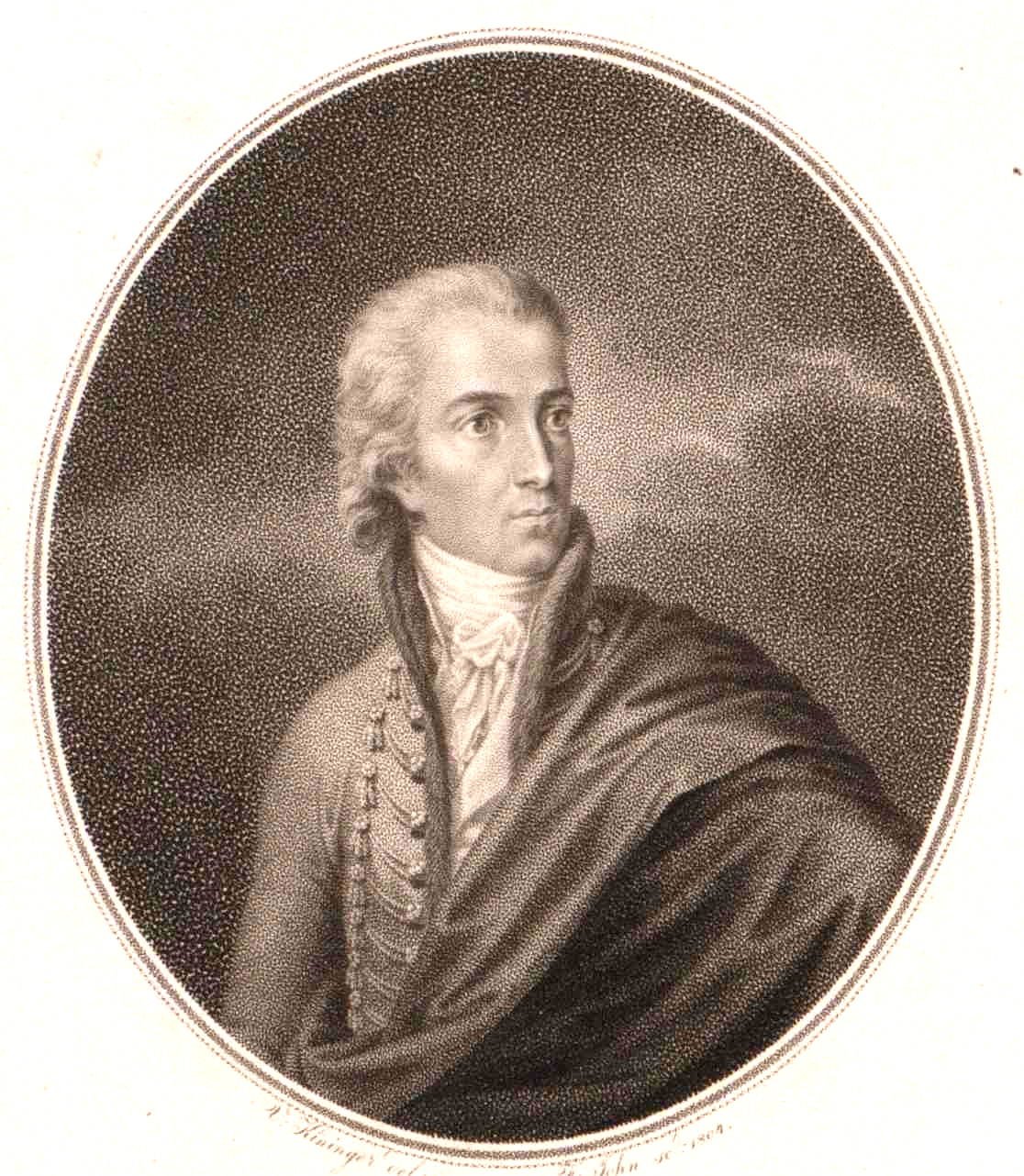
Kazinczy Ferenc

1783-ban visszatért édesanyjához Alsóregmecre, akinek sürgetésére Orczy Lőrinchez utazott Tarnaörsre, tiszteleti jegyzői állásért folyamodni. 1784. október 13-án kinevezték az állásra, majd ugyanebben a hónapban Abaúj megyei táblabíróvá is. November 29-én helyettes aljegyzői tisztséget is kapott Zemplén megyében, de a főjegyzővel összekülönbözött, és állását szinte azonnal feladta.
1784. január 16-án gróf Török Lajos, a kassai tankerület főigazgatója és a miskolci szabadkőműves páholy főmestere felavatta a páholy tagjai közé. Szabadkőművesként ismerte meg Born Ignácot és Angelo Solimant.
1785 augusztusában Bécsbe utazott, hogy Van Swieten közoktatásügyi miniszternek bemutatkozzon és a Szepes, Sáros, Zemplén, Ung, Bereg, Gömör, Torna, Abaúj, Borsod, Heves, Jászság és Kis-Kunság megyei iskolák tanfelügyelőségét kérje. A november 11-én megkapott tisztséget öt éven át töltötte be, II. József császár rendelkezései szerint mintegy kétszáz iskolát állított fel, s ezzel nagy elismerést szerzett magának.
1786. november 1-jén elhagyta a közigazgatási pályát, elfoglalta iskolafelügyelői állását. Főnöke Török Lajos gróf volt, kerülete Kassa székhellyel 10 vármegyére terjedt ki, és József császár intenciói szerint a közös iskolákat szervezte. Hivatala sok utazással, tárgyalással járt, és amilyen buzgósággal, épp oly tapintattal is járt el benne. Mintegy kétszáz iskolát állított fel és működésével éppúgy megnyerte a jogaikra féltékeny katolikus és protestáns püspökök és papok becsülését, mint a híres Van Swieten miniszter és Pászthory udvari előadó elismerését. De e hatáskör irodalmi összeköttetései ápolására is kedvező volt. Írókat és irodalompártolókat ismert meg, és toborzott. Agitátori tevékenységének ekkor rakta le alapját. Amellett folyton tanulmányozta, fordítgatta, utánozta a külföld nagynevű vagy divatos íróit, Klopstockot, Stolberget, Metastasiót, Goethét, Shakespeare-t stb. Írt eredeti költeményeket is, nyugati stílusban. Kiadta Salomon Gessner Idyllumit (Kassa, 1788). Szélesebb körben aratott ennél nagyobb tetszést egy másik műve: Bácsmegyeynek öszveszedett levelei, költött történet (uo., 1789). Voltaképp regény volt ez, levélalakban, egy Werther-szerű német regénynek (Adolf's Gesammelte Briefe) átdolgozása, idealizált és szentimentális iránnyal, amit a női közönség is felkapott, és amire Kazinczy törekedett: az érzelmek kifejezésére képessé tenni a magyar prózát, és megfelelő kifejezésekkel gazdagítani nyelvünket, aminek örömmel vette hasznát az életben is. Sokan, kivált az ifjabb olvasók egész frazeológiákat készítettek a mű szépnek talált szólamaiból, előkelő társaságokban olvastak föl belőle részleteket, és lelkesen jósolták meg belőle a magyar nyelv leendő felvirágzását.
Az irodalomnak három irányban is megindult fejlődését (franciás, klasszikus, magyaros irány) rendezni és az irodalmi mozgalmakat szervezni akarván, 1787. november 13-án Baróti Szabó Dáviddal és Batsányi Jánossal együtt Kassán megindította a Magyar Museum című folyóiratot, azonban a szintén vezérszerepre vágyó Batsányival hamarosan összekülönbözött és 1789-ben, már a második füzetnél visszalépett és kivált a szerkesztőségből.
1789. május 31-én olyan súlyosan megbetegedett, hogy lemondtak életéről. Kassán már halálhírét költötték, amikor hirtelen jobban lett, és meggyógyult.
Széphalmy Vince névvel 1790-ben ugyancsak Kassán Orpheus címen saját folyóiratot alapított, amelyből nyolc füzet jelent meg két kötetben, majd vége szakadt. A Magyar Museum 1792 elejéig tartott ki, de a két folyóirat erkölcsi hatása megmaradt. Ebben az időben Kazinczy vezérlő hivatása mind jobban kidomborodott.
1790 tavaszán, a Szent Korona Magyarországra hozatalakor tagja volt a koronaőrségnek. A korona őrszobájában mint az abaúji díszőrség tagja írta Hamlet-fordítása elé Prónay László csanádi főispánnak azt a levelét, amelyben a magyar színjátszás érdekében emelt szót. Kassára ment, majd miután Budán felerősödtek a magyar színészet életrehívására irányuló törekvések, szeptemberben Budára érkezett, hogy Ráday Pál gróffal együtt ő vegye kezébe a nemzeti színészet szervezését. Októberben azonban hivatalos ügyeinek intézése miatt haza kellett utaznia.
Amint József császár halálával rendszere megbukott, 1791-ben a közös iskolákat eltörölték, és Kazinczy hivatala is megszűnt. Elveszítette állását, „azon okból, mivel nem vagyok róm. katholikus” – írta később egy levélben. Nem akart újra szolgálatba lépni, de anyjának és nagybátyjának, Kazinczy Andrásnak kérésére május 7-én Bécsbe utazott, ám nem járt sikerrel: a király éppen Pisában tartózkodott. Hajóval érkezett vissza Pestre, tíz nap múltán Székesfehérvárra utazott Virág Benedekhez és Pálóczi Horváth Ádámhoz. Onnan ismét visszatért Bécsbe, ahol a király helyett a trónörökös, Ferenc főherceg fogadta augusztus 15-én, kérése azonban nem talált meghallgatásra. Bécsben kötött – később végzetesnek bizonyult – barátságot Hajnóczy Józseffel. Szeptember 10-én érkezett haza, és a telet Alsóregmecen töltötte.
II. Lipót halála után utóda, I. Ferenc magyar király országgyűlést hirdetett Budára, Kazinczy 1792 májusában az alsó táblában mint báró Vécsey Ferenc követe foglalt helyet. Június 17-én megjelent a királynál udvari kamarai titoknokságot kérni, de hiába: ezt a hivatalt már Hajnóczy kapta meg. Az országgyűlés után Kazinczy hazatért, és másfél évig Alsóregmecen dolgozott, 1794 végéig rendkívül élénk irodalmi munkásságot fejtett ki.
Egymás után készítette, és adta ki fordított és eredeti darabjait: Helikoni virágok 1791. esztendőre (Pozsony, 1791; almanach volt, verseiből összeállítva); Lanassza (Lemierre szomorújátéka 4 felvonásban, németből, Endrődy János Magyar Játékszine 4. kötetéül, 1793); Sztella (dráma 5 felvonásban. Azoknak, akik szeretnek. Goethe után. Pozsony, 1794) Ezzel együtt A vak lantos (rege a hajdani korból Veit Weber után). Amellett saját költségén kiadta Lessing Meséit Aszalay fordításában, de a maga átdolgozásában. Sajtó alá készen állt: a Helikoni virágok II. kötete; Klopstock Messiásának 10 első éneke prózában, és eleje jambusban fordítva; Wieland Grátiái egy része; Lessing Galotti Emiliája; Shakespeare Macbethje; Goethe Testvérei és Clavigója; Molièretől két darab: A kénytelen házasság és A botcsinálta doktor; Metastasio Themisztoklésze; Gessner idilljeinek tizenötödízben átdolgozott fordítása és a Természet oekonomiája' című németből fordított filozófiai darab.

### Fogságban
Már-már az egész irodalmi élet vezetése kezében volt, amikor a Martinovics-összeesküvés miatt 1794. december 14-én éjjel Regmecen, anyja házában elfogták, majd Budára szállították, és perbe fogták.

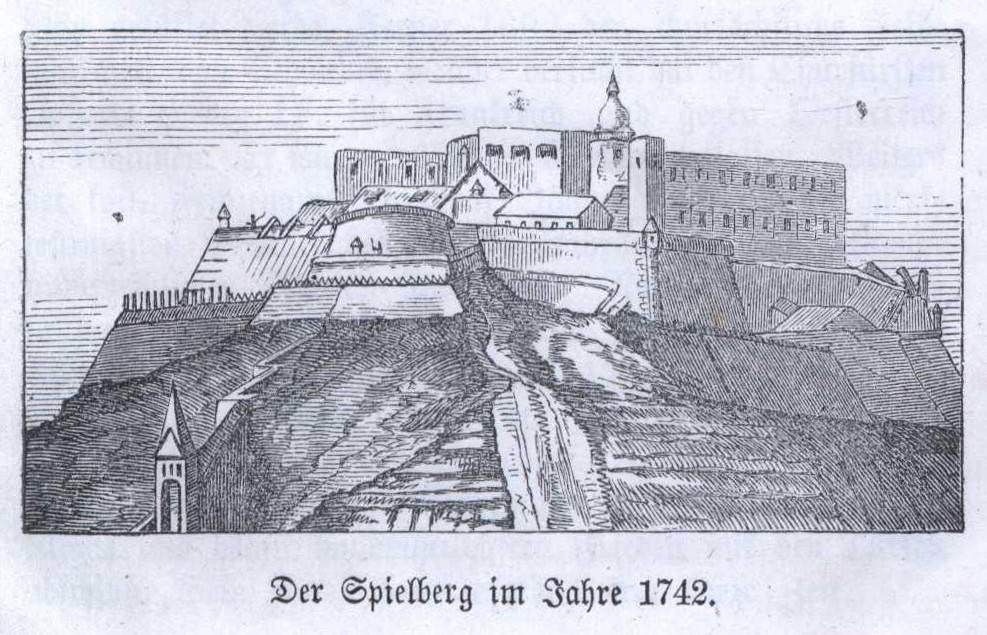
A spielbergi várbörtön 1742-ben

Először december 29-én lépett bírái elé, akik azzal vádolták, hogy a Hajnóczy által neki kézbesített reformkátét lemásolta, és terjesztette. 1795. május 8-án fővesztésre, és teljes vagyonelkobzásra ítélték, de ezt az ítéletet három héttel később a király életfogytiglani várfogságra enyhítette.
Szeptember 27-éig Budán tartották fogva, utána Brünnbe, a spielbergi várbörtönbe szállították, ahová október 7-én érkezett meg. Nedves, föld alatti tömlöcbe került, ahol annyira beteg lett, hogy a szalmazsákjáról sem tudott már fölkelni. Olykor írószereit is elszedték, és ő rozsdafestékkel, néha vérével és az ablak-ónból gyúrt íróeszközzel jegyezgetett. Mikor meg volt engedve a toll és tinta használata, reggeltől estig asztalnál ült, és javítgatta régebbi fordításait, vagy újakon dolgozott. Az ő nevéhez kötődik annak a börtönökben később elterjedt információs csatornának a megalapítása, hogy az elitéltek kopogtatással tájékoztassák, tájékoztatják a többieket.[forrás?]
Később sorsa javult: József főherceg utasítására december 21-én egy emeleti szobába helyezték át, ahol saját költségén élhetett, illetve használhatta könyveit is. 1796. január 6-án átszállították a Brünn melletti obrovici börtönbe, innen 1799. június 22-én továbbvitték Kufstein várába. A francia hadak közeledtével 1800. június 30-án továbbszállították Pozsonyon és Pesten át Munkácsra. 1801. június 28-án kegyelmet kapott a királytól. 2387 napot töltött fogságban. Életének ezt a szakaszát legteljesebben Fogságom naplója című művében dolgozta fel.

### Szabadulása után
Szabadulását követően írótársai a ragaszkodás megható jeleivel üdvözölték. Kazinczy egyelőre visszavonult a nyilvánosságtól, csak 1801-ben találkozott Csokonaival, Alsóregmecen.
Bebörtönzésekor ingatlanainak értéke mintegy húszezer forint volt, amit rabsága idején teljesen felemésztett. Anyja nem adott neki mást, csak az általa Széphalomnak nevezett bányácskai dombot, valamint egy csekély szőlőt. 1804 telén ismét súlyosan megbetegedett. Betegségéből Szentgyörgyi József gyógyította ki, akivel a későbbi években élénk levelezést folytatott.
1804. november 11-én Nagykázmérban feleségül vette korábbi főnöke, gróf Török Lajos leányát, Török Zsófiát. 1806-ban Széphalomra települt, ahol mindössze három szoba állt készen az új udvarházból. Itt nejének szerelme és szaporodó családjában lelt öröme kárpótolta a szenvedésekért, amelyek kiszabadulásával még nem értek véget. Folyamatosan anyagi gondokkal küzdött, ugyanis fogsága után az őt terhelő számlákat kellett kiegyenlítenie, később gyermekeit kellett nevelnie.
Rákényszerült, hogy könyvtárát kétezer forintért eladja a Sárospataki Református Kollégiumnak. Apósa halála (1810) után a felesége örökségét nem kapta kézhez — sógorától egy hosszú per után megnyerte ugyan, de a per költségeit mégis ki kellett fizetnie, és az ítéletet nem lehetett végrehajtani. Anyja halála, 1812. november 12. után kapta csak meg vagyona apai részét. A testvéreivel való osztozkodás során csak jelentéktelen birtokrészeket kapott, mivel azok beszámolták örökségébe a fogsága alatt ráfordított összegeket, viszont a kincstár még két ízben behajtotta rajta a fogság alatti tartási költséget, noha Kazinczy, amikor lehetett, saját pénzén élelmezte magát. Egyéb csapások is sújtották, és birtokrészeit egymás után kellett elzálogosítania, úgyhogy élete végén nagyszámú családjával együtt rendkívül nyomasztó anyagi viszonyok közt élt. Levelezése, kiadásai, utazásai is sok pénzt emésztettek föl.
Visszavonultsága azonban nem sokáig tartott, a sanyarú anyagi körülmények ellenére legtöbb idejét nagy célja elérésére, a magyar nyelv megújítására és nemesítésére fordította. Leveleiben és dolgozataiban fellépett az időközben felkapott debreceni népiesség és laposság ellen.

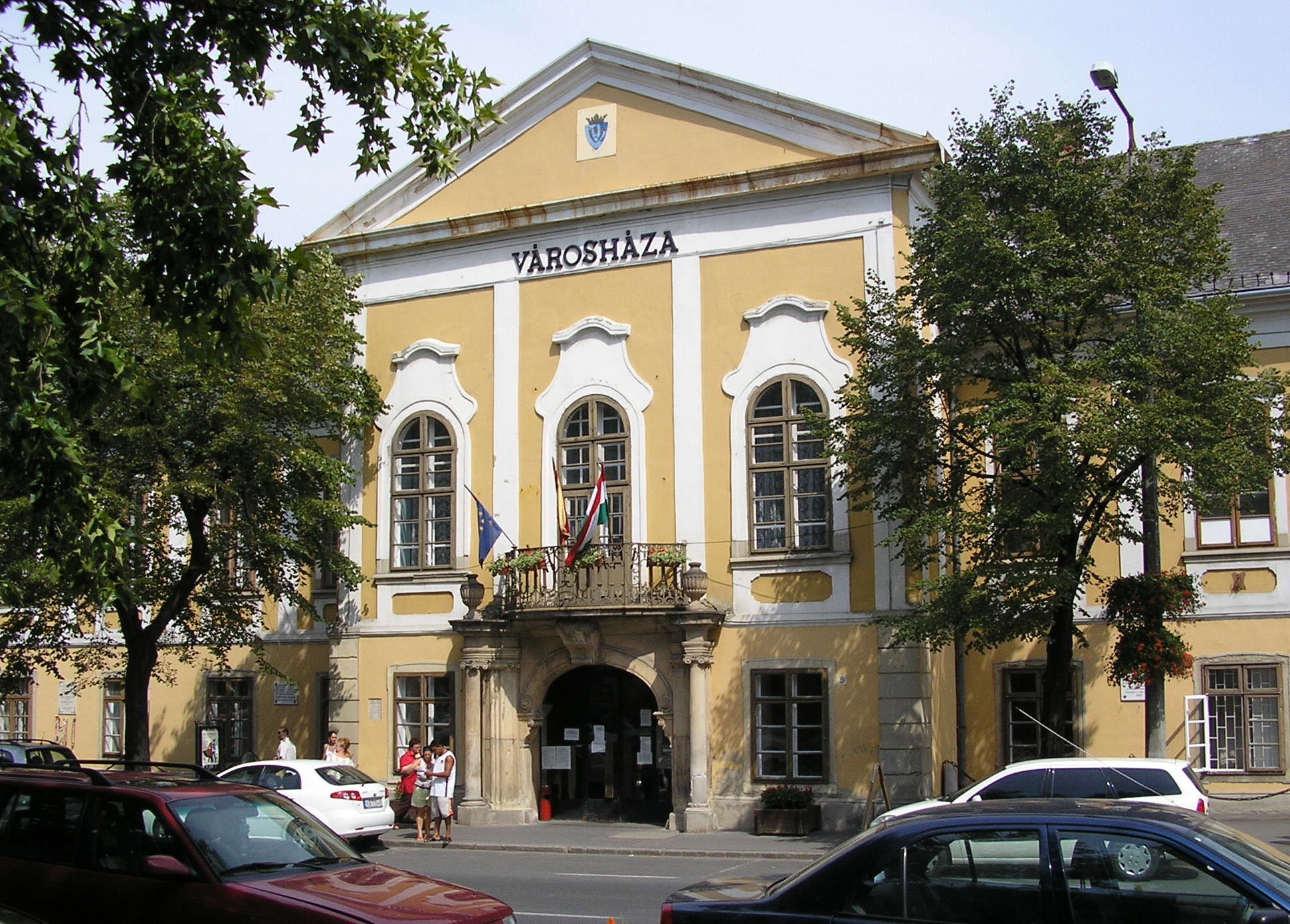
A sátoraljaújhelyi városháza, egyik szárnyában van a levéltár

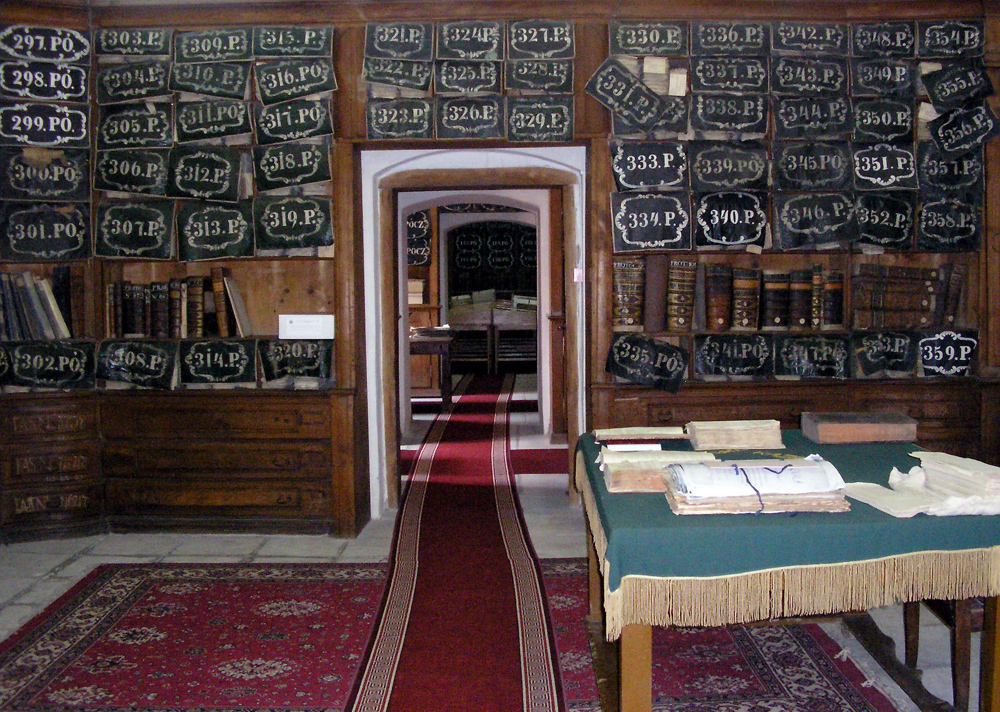
A Zempléni Levéltár, ahol Kazinczy Ferenc dolgozott

Az irodalmi viszonyok időközben sokat változtak, számos író meghalt vagy pedig fogságba került, és egy pár olyan új csillag is feltűnt, mint Csokonai Vitéz Mihály és Kisfaludy Sándor, akik a maguk talentumával nem azt az irányt támogatták, amelyet Kazinczy javasolt. Ezen tényállás következtében Kazinczy újra összeköttetésbe lépett a legtöbb íróval, és hozzálátott fogsága hosszú ideje alatt érlelt eszméinek terjesztéséhez, mindezt öntudatosabban, mélyebb meggyőződéssel és nagyobb eréllyel, mint valaha: beoltani nemzetünk szellemébe a nyugati műveltséget – mindenek előtt a francia racionális és a német szentimentális irodalmiságot –, megnemesíteni az irodalmat, finomítani az ízlést, újítani a nyelvet és képezni a stílust. Mindebben az európai finomságot sürgette, és az ósdi ízlést gúnyolta; támadta a stílus laposságát, a népies versformákat és dikciót, a nyelv nehézkességét. E szempontból bírálta Kisfaludy Sándor verseit, és polemizált a magyarosabb ízlést sürgető debreceni írókkal, akik Csokonai költészetére hivatkozhattak. A forma művészetét fontosabbnak tekintette irodalmi viszonyaink közt az eredetiségnél. Elveit eleinte levelezéseiben fejtette ki. E rengeteg levelezés egy irodalmi közlönyt pótolt, s Kazinczy leveleivel kormányozta Széphalomról irodalmunkat. Valóban Széphalom volt a magyar irodalom központja egészen az 1820-as évekig, amikor Kisfaludy Károlynak sikerült Pestet irodalmi központtá tennie. Az újabb írók Kazinczynak mutatták be verseiket, tőle vártak ítéletet, és elfogadták vezérükül, így Vitkovics, Szemere Pál, Berzsenyi Dániel, akinek verseit Kis János mutatta be Kazinczynak. Fáy András, Helmeczy, Döbrentei és sokan mások.
Kazinczy nemsokára a nyilvános akció terére lépett, első célul tűzve ki az irodalmi stílus megújítását, a nyelv szépítését. Evégből bizonyos mértékig magáévá tette a nyelvújítást, azt a mozgalmat, mely még az ő fellépése előtt kezdődött, és amelynek túlzásait maga is hibáztatta, de az ő iránya mindig különbözött a tulajdonképpeni nyelvújítókétól, ő inkább stílusújító volt. A nyelvújítók inkább a nyelv szótári anyagát akarták bővíteni, jórészt purizmusból, az idegen szavak kiküszöbölésével. Kazinczy az így készült új szavak egy részét, kiváltképpen a rövideket elfogadta, de kiterjesztette az újítást a frazeologiára, jelentéstanra, mondatszerkezeti és szókötési fordulatokra, és e tekintetben éppen nem irtózott az idegenszerűségektől, sőt az volt a célja, hogy ami szép stílussajátságokat idegen íróknál talál, azt mind meghonosítsa. Ezzel sok „selypítést”, idegenszerűséget hozott nyelvünkbe, és a nyelvhelyesség védői meg is támadták érte, de ő a nyelvújítás elvéül nem a helyességet, hanem a szépséget tűzte ki. Éppen az ő agitációja folytán lett a nyelvújítás ügye országossá, és Kazinczy pályája második felének ez az ügy volt legfőbb eszméje. A hívatlan és vakmerő újítók ellen így nyilatkozott: „Újítani a nyelven csak annak szabad, a ki a maga nyelvét nem csak tudja, hanem tanulta is, a ki a régibb és újabb classikusok munkáival ismeretes…”

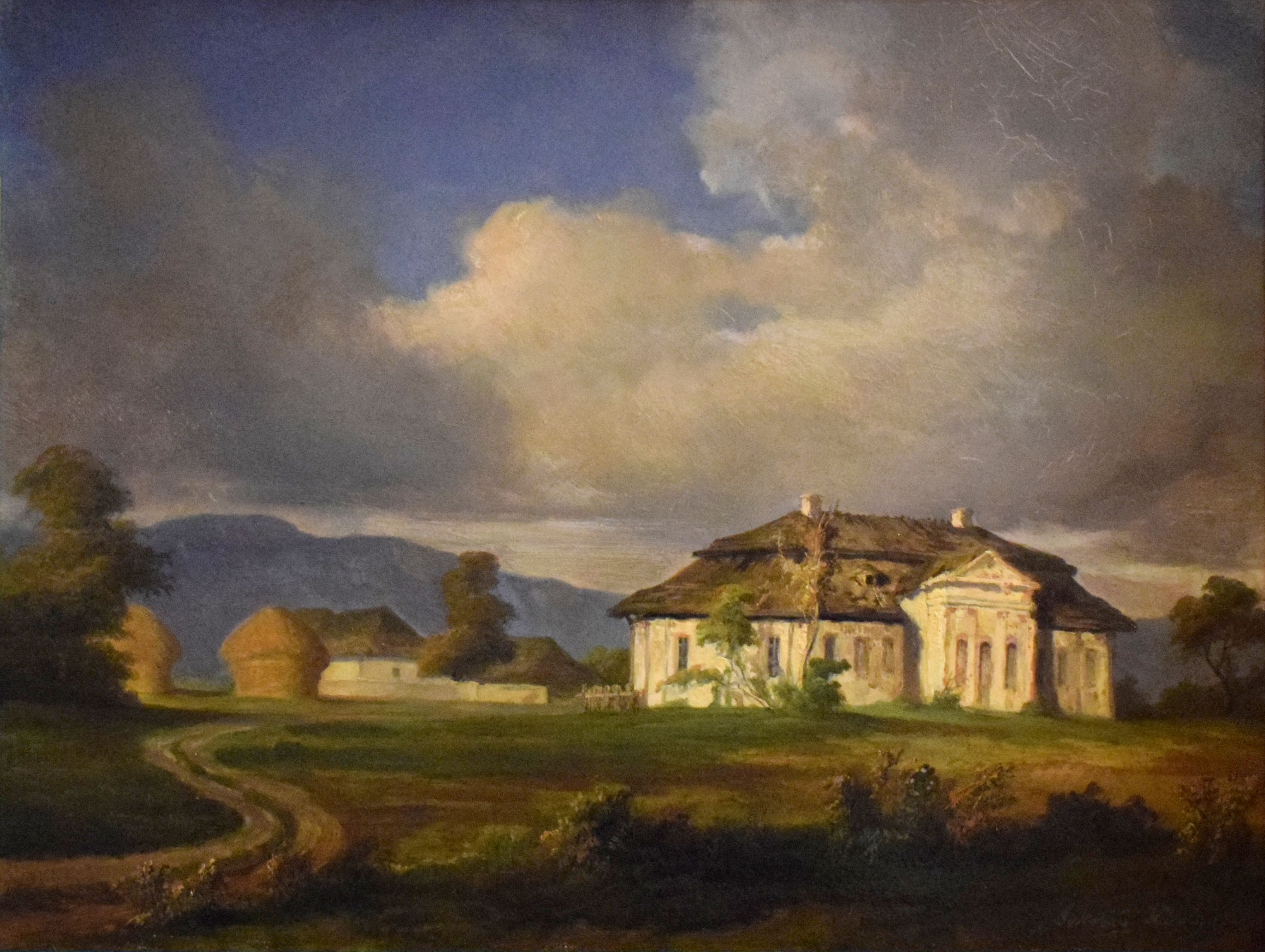
Kazinczy széphalmi kúriája Jakobey Károly festményén (1859)

Két munkájával indította meg Kazinczy a nyelvújítási harcot: Poetai epistola Vitkovics Mihály barátomhoz (Széphalom [Buda] 1811), és Tövisek és Virágok (uo. [SárosPatak], 1811), ez utóbbi epigrammák gyűjteménye, melyekben az új és az ósdi ízlés híveit jellemzi. Goethétől vett jeligéje is feltünteti Kazinczynak arisztokratikus irodalmi hitvallását: „Werke des Geists und der Kunst sind für den Pöbel nicht da” ("A szellem és művészet alkotásai nem a tömegek számára vannak"). Az epigrammák rendkivül nagy feltűnést, egyes érdekelt íróknál erős visszatetszést, az újítás híveinél viszont lelkesedést váltottak ki. Erősítette a hatást egy pár új kiadvány: Hat sonett Kazinczytól és Szemerétől (kiadta Horvát István, Pest, 1812; a szonettet is Kazinczy hozta be); Ujhelyi Dayka Gábor versei, ezzel egy kötetben Kazinczynak Poetai Berke (Pest, 1813); Báróczinak minden munkái (újra kiadta K. F., Pest, 1813–14, nyolc kötetben). A Dayka és Báróczi művei elé írt életrajzok szenvedélyes kitörésekben támadják az ósdiakat, és hangoztatják az újítás jogosultságát. A kihívás nagy izgalmat keltett, először társas téren, majd megjelent a Somogyi Gedeontól Veszprémben 1813-ban kiadott Mondolat, egy Kazinczy ellen intézett gúnyirat, melyre Szemere és Kölcsey adtak feleletet, 1814-ben. E kettőt aztán mindkét részről több is követte.
Eközben Kazinczy régebbi műveit stilisztikailag átdolgozva, új kiadásokra hirdetett előfizetést, így jelent meg: Kazinczy Ferencz Munkái (Szépliteratura, 9 kötet, Pest, 1814–16). Kazinczy a maga stílújító elveit e 9 kötetben oly merészen érvényesítette, hogy még hívei is megsokallták, és az ügy mellett és ellen heves harc fejlődött ki. A vita még személyes térre is átcsapott. Kazinczynak különösen Debrecenben és a Dunántúlon volt nagy ellenzéke, emiatt Kisfaludy Sándor, Ruszek apát, Pázmándi Horvát Endre is az őt ellenzőkhöz tartoztak, azonban még harciasabb írók csoportosultak Kazinczy zászlója köré, és ő maga is hatásos értekezésekkel elegyült a vitába, és nagy buzgalommal levelezett nagymagyarországszerte, amellett egymásután bocsátotta ki a maga és mások munkáit. Többek között ezeket: Magyar régiségek és ritkaságok (I. Pest, 1808, a II. kötet kéziratban maradt); Kis János versei Kazinczy előszavával (1815); Zrinyinek minden munkái (Pest, 1817); Vályi Nagy Ferenc Polyhymniája (Sárospatak, 1820, Vályi életrajzával) Homérosz Iliasza Vályitól, előszóval (uo., 1821). Egész sereg értekezést, bírálatot közölt 1804-től a Magyar Kurírban, 1806-tól a Hazai Tudósításokban. 1808-tól magyar munkák bírálatait a bécsi Annalenben (Verseghyről, Himfyről stb.), 1804 és 1818 között Döbrentei Gábor Erdélyi Museumába írt számos irodalmi iránycikket és költeményt, a Tudományos Gyűjteménybe pedig sok történeti és életrajzi közleményt, az 1820-as években az Aurorába költeményeket, a Hébébe, Élet és Literaturába, Felső-Magyarországi Minervába részint verseket, részint irodalmi és történeti tanulmányokat. Ez idő tájt sokat foglalkozott történeti kutatásokkal (kéziratban maradt a Szirmay-ház eredete, készült 1820-ban), kivált miután Zemplén vármegye rendei megbízták a megyei levéltár rendezésével, amit szokott lelkiismeretességével végzett.

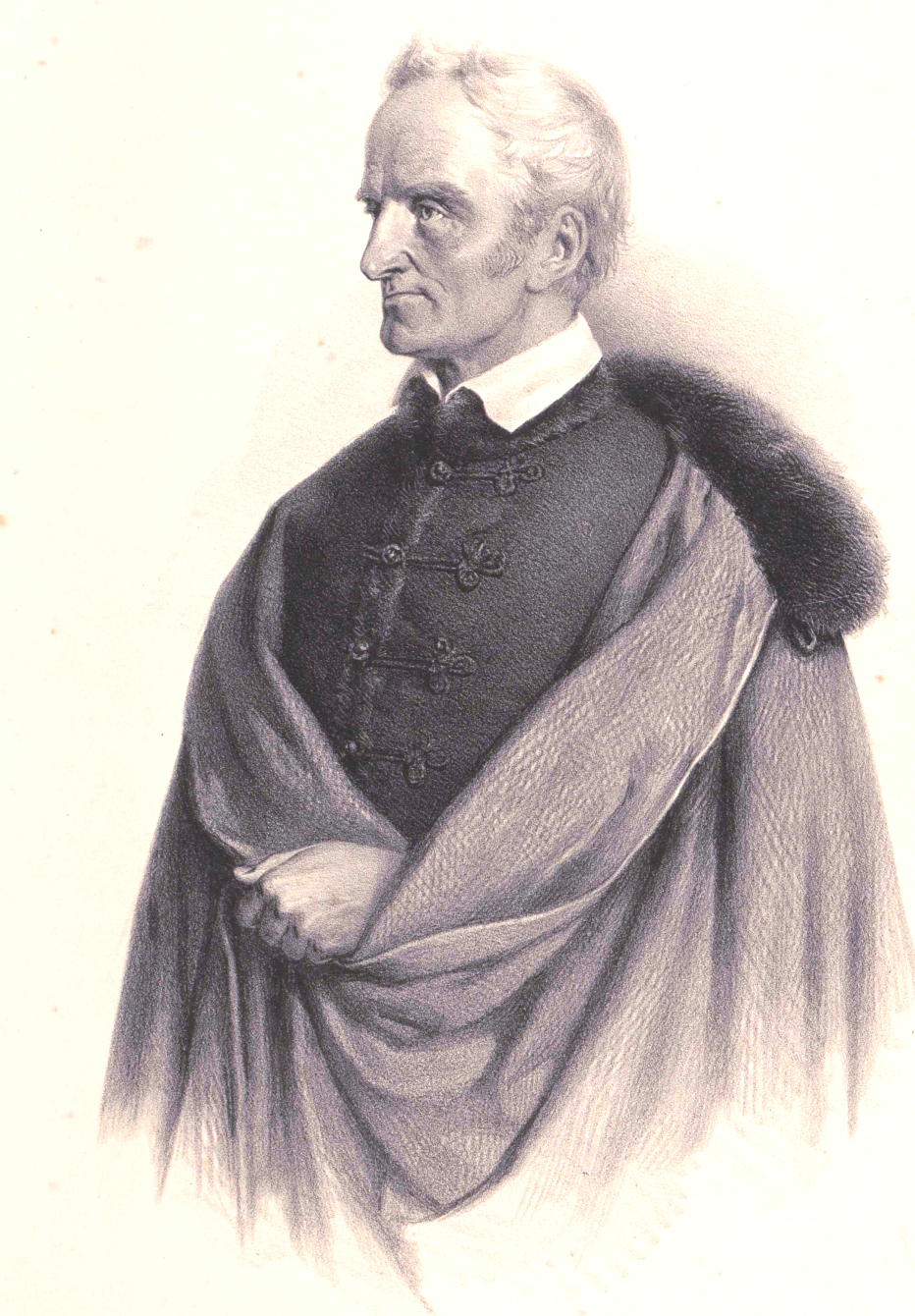
Az idős Kazinczy Ferenc

Fordításait is folytatta, melyeket 1808-ban Kazinczynak fordított Egyveleg-irásai címen kezdett összegyűjtögetni, de a közönség nem karolta fel a költséges vállalkozást, csak egyes darabokat adott ki időnként: Herceg Rochefoucauldnak maximái és morális reflexiói (Bécs és Trieszt, 1810). Római remekíróktól vett fordításai halála után jelentek meg: Sallustius épen maradt minden munkái, ez a sokáig és roppant műgonddal csiszolt fordítás, mely Kazinczy fordítói elvét: „azt és úgy” kiválóan megvalósította, híven utánozva az eredetinek még hanglejtését is Kazinczy előbeszéde az általa fordított Sallustiushoz, M. T. Ciceróból beszédek, levelek és Scipió álma. Számos fordítása kéziratban maradt; a német költőkből csak Lessing játékszíni mesterművei jelentek meg: Galotti Emília (1830); Barnhelmi Minna, vagy a katona-szerencse (1834), és Miss Sara Sampson (1842). Az első a Bajza, a két utóbbi az akadémia Külföldi Játékszínében.
Ez időben két nevezetes utazást tett: 1815-ben a pesti–győri–bécsit, illetve 1816-ban az erdélyit, utóbbi valóságos diadalmenet volt. A kezdeti ingerültség, amely nyelvújítási küzdelmeit kísérte, lassan megszűnt. Kibékült Kisfaludy Károllyal is, és munkatársa lett az Aurora című folyóiratnak. A pesti írók is őt tisztelték a magyar írók vezéreként.
Tevékeny részt vállalt a megyei közigazgatásban is: 1804-ben Bihar megyében népszámláló volt, 1809-ben Zemplén megyében szervezte a nemesi felkelést, 1810-ben a Győrnél elesetteknek emléket állítani kívánó bizottság tagja lett.
Anyagi helyzete egyre romlott. „Én képzelhetetlenül szegényen élek” – írta 1821-ben.
A vezéri szerep az irodalomban 1820 körül kezdett megoszlani közte és Kisfaludy Károly közt, és az irodalom központja mindinkább Pestre helyeződött át. Kazinczy örömmel látta az irodalom és a nemzeti élet rohamos fellendülését, de bizonyos rezignációval vette észre, hogy a nyomában támadt írói nemzedék romanticizmusa eltér az ő klasszicizmusától, és az irodalom eszményei megváltoztak. Mindazáltal a pesti írók is őt tisztelték a magyar irodalom fejeként, és amikor 1828-ban a Magyar Tudományos Akadémia alapszabályainak kidolgozásában való részvételre Kazinczy a fővárosba ment, ünneplő örömmel és tisztelettel fogadták körükben. A megalakult akadémia Kazinczyt a történelmi osztályba első vidéki rendes fizetéses tagjául választotta. Egy párt őt akarta az akadémia főtitkári székébe ültetni, de ezt a tervet Döbrentei és társai kijátszották.
Utolsó éveiben Sátoraljaújhelyen, Zemplén vármegye levéltárában (a mai városháza épületében) dolgozott, a levéltári iratok rendezésével foglalkozott.
1830. november 17-én a Magyar Tudományos Akadémia igazgatósága a történelmi osztály tagjává nevezte ki. 1831-ben az összes akadémiai gyűlésen részt vett. Júniusban tért haza, ekkor nyomtatta utolsó kiadványát.

### Házassága és leszármazottjai
1804. november 11-én Nagykázmérban feleségül vette gróf szendrői Török Zsófiát (1780–1842), gróf szendrői Török Lajos és gróf Roggendorf Alojzia (Louise) (1754 február 14, Morvaország–?) leányát. A házasságukból született:
- Kazinczy Iphigenia (1805–1806)
- Kazinczy Eugenia (1807–1903). második krajnikfalvi Krajnik Imre (1803–1859).
- Kazinczy Thalia (1809–1863). Első férje Varga József, második férje, Hrabovszky Sándor.[16]
- Kazinczy Emil (1811–1890),[17] császár és királyi huszárőrnagy. Nőtlen és gyermektelenül hunyt el.[18]
- Kazinczy Antal (1813–1879). Nőtlen és gyermektelenül hunyt el.
- Kazinczy Anna Iphigenia (1817–1890).[19] Férje, becskeházi Becske Lajos (1811–1887).
- Kazinczy Bálint (1818–1873). Neje, korompai és homoki Homoky Matild.
- Kazinczy Lajos (1820–1849), honvédezredes, a szabadságharc vértanúja. Nőtlenül és gyermektelenül hunyt el.

### Halála és temetése
Az 1831. évben az országos kolerajárvány Zemplén megyében is kitört, amelynek augusztus 23-án Kazinczy is áldozata lett. Széphalmi kertjében temették el. A Magyar Tudományos Akadémia 1832-es közgyűlésén József nádor jelenlétében Kölcsey Ferenc mondott fölötte emlékbeszédet.

## Emlékezete
Halála után Dessewffy József gróf indítványára az Akadémia hozzáfogott Kazinczy hátrahagyott iratainak kiadásához, hogy a tiszteletdíjjal segítsen az özvegy és a hét árva anyagi helyzetén.
Kazinczy születésének centenáriumát 1859-ben országszerte ünnepekkel ülték meg, ami az akkori politikai viszonyok közt kétszeres fontossággal bírt. Dessewffy Emil gróf a nemzeti lelkesedést megragadva, gyűjtést rendezett Kazinczy emlékére és munkái kiadásának folytatására. A körülbelül 50 000 forintnyi begyűlt összegből Kazinczynak szegény sorsban élő leszármazottait segélyezték, továbbá megvették a széphalmi birtokot és a régi roskatag kastély helyébe dór stílusú mauzóleumot építettek.
1950-ben az addig gróf Apponyi Albert Apponyi Albert vallás- és közoktatási miniszterről elnevezett győri leánygimnáziumot átnevezték Kazinczy Ferenc Gimnáziummá (ami a mai napig az egyetlen Kazinczy Ferenc Gimnázium Magyarországon).
Születésének 250. évfordulójára a Magyar Nemzeti Bank arany és ezüst emlékpénzt adott ki.
2022 óta nevét viseli a 197192 Kazinczy kisbolygó.

## Írói munkássága

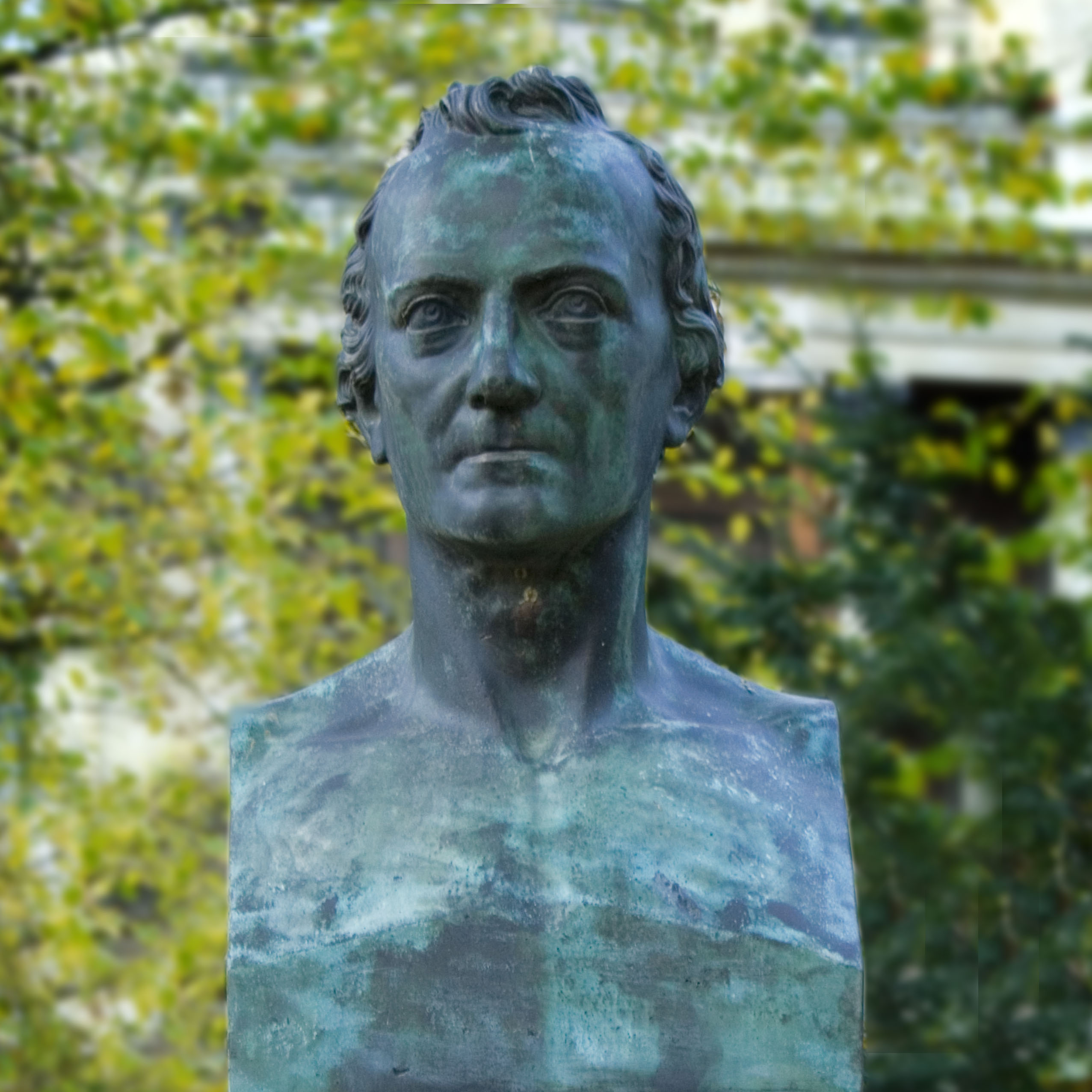
Kazinczy Ferenc szobra a Nemzeti Múzeum parkjában, Budapest

Kazinczyt az irodalomtörténet a hazai nyelvújítás vezéralakjaként, korának nagy irodalomszervezőjeként tartja nyilván. Írói pályája két részre: fogsága előtti (1794 decemberéig tartó) és szabadulása (1801. június vége) utáni részre osztható.
Az első részt a felvilágosodás (Rousseau) eszméinek hatása és a szentimentalista stílushoz való vonzódás jellemezte. Megindította az első magyar nyelvű irodalmi folyóiratokat: előbb harmadmagával a Magyar Museumot, majd annak szerkesztéséből kiválva egymaga az Orpheust. Orpheusának bevezetőjében írta: „Nékem egyik tárgyam a józan gondolkozás lesz…”. Segítette az első magyar nyelvű színtársulat létrejöttét; évente jelentkező versantológiát készült kiadni (Helikoni virágok), amelynek azonban csak első, 1791. évi kötete jelent meg.
Pályája második, jóval hosszabb időszakában inkább a klasszicista művelődéseszmény és ízlésvilág érvényesült. Előtérbe került az ízlés nevelése, a választékos stílus, a nyugati irodalmi minták követésének igénye és fontosságának hirdetése. A jelentős nyugati írók műveinek fordítását a magyar nyelv gazdagítása végett is elsőrendű feladatának tartotta, 1808-ban írt, bár csak 1916-ban megjelent Tübingai pályaművében pedig (A magyar nyelv polgári nyelvvé emelése felől) a magyar nyelv hivatalossá tétele mellett állt ki.
Pályaírásomnak egész ideája, igen is, csak a’ Nationalismus. Az nekem az idolumom, nem holmi apró tekintetek.
Tanulmányaiban, vitairataiban ebben az időben jelent meg programszerűen a magyar nyelv megújításának igénye.
Már 1805-ben írt Csokonai-nekrológja, majd Kisfaludy Sándor műveiről 1809-ben közölt recenziója vitákat váltott ki irodalmi körökben. A nyelvújítási harcot Vitkovics Mihálynak címzett verse és Tövisek és virágok című epigrammagyűjteményének megjelenése indította el (1811). Vallotta, hogy az írónak szabadságában áll új szavak alkotása, hogy a nyelvet szebbé, kifejezőbbé tegye, alkalmassá az új ismeretek befogadására. Egyes túlzó, egyoldalú nézetei miatt több írótársával szembekerült, még Kölcsey is elfordult tőle. A nyelvújítási harcot végül kompromisszumra hajló tanulmánya, az Ortológus és neológus nálunk és más nemzeteknél (1819) megjelenése zárta le.
Kiadta Dayka Gábor, Báróczi Sándor, Kis János műveit és bevezető tanulmányokban ismertette írói pályájukat. Kiterjedt levelezésével irányítója volt az irodalmi életnek, amíg ezt a szerepet át nem vette tőle a Pesten tömörülő fiatalabb írónemzedék.

### Fordítások
Írói pályáját műfordításokkal kezdte. Már sárospataki diákként megismerte és később lefordította Salomon Gessner (1730–1788) svájci költő Idyllumit. 1789-ben publikált Bácsmegyey öszve-szedett levelei című szentimentális levélregénye gyorsan népszerű lett és ismertté tette nevét az – akkor még igen szűkös – olvasóközönség körében. A Goethe Wertherének mintájára íródott német regényt nem egyszerűen fordította, hanem a cselekményt hazai környezetbe helyezte: „magyarrá tettem; azaz a személyeket és a történetet Budára hoztam által”. Néhány évvel későbbi levelében azonban e műveiről már azt írta, hogy „nem nézhetem pirulás nélkül”, és átdolgozások helyett az eredeti szöveghez hű fordítások mellett állt ki.
Fordította még többek között az angol regényíró, Laurence Sterne (1713–1768) Érzelmes utazását, kortársai közül a német Friedrich Gottlieb Klopstock (1724–1803) Messiás című eposzának több énekét és Christoph Martin Wieland (1733–1813) írásait.
Drámai műfordításaival, köztük Shakespeare Hamletjének, (melyet egy német szerző munkájából, prózában ültetett át magyarra), Goethe Stella, Molière A botcsinálta doktor és A kénytelen házasság című darabjainak fordításával a születő magyar nyelvű színjátszást is segíteni kívánta.
Fordítói munkásságát fogsága idején és kiszabadulása után is folytatta. Sallustius ókori római történetíró összes művének fordításán évtizedeken át, haláláig dolgozott. Életében ebből csak részletek jelentek meg, a teljes anyag 1836-ban látott napvilágot.

### Művei
Kazinczy szépirodalmi műveinek legnagyobb része műfordítás, de a 20. század közepére ezek jórészt elavultak. Eredeti munkái közül versei – néhány epigrammán és szonetten kívül – nehézkesek, ma már kevéssé élvezhetők. (Kazinczy írta az első szabályos magyar nyelvű szonettet A sonetto múzsája címmel.) Életművéből prózai alkotásai: emlékiratai, útirajzai, valamint levelei bizonyultak a leginkább maradandónak.
Eredeti prózai művek írásától sokáig tartózkodott, mert készületlennek tartotta a magyar nyelvet és fontosabbnak tartotta a műfordítást. Az 1810-es években azonban fiatal pályatársai: Szemere Pál és Kölcsey Ferenc sürgetésére, de valószínűleg belső késztetésének is engedve rászánta magát az írásra, elkezdte összeállítani emlékiratait.

#### Útirajzok
1816 nyarán három hónapos erdélyi útjának élményeit az Erdélyi levelekben írta meg. Ezt a munkáját maga Kazinczy is eredeti műnek tartotta. Rövid útirajzokat jóval korábban is írt, ezeket Orpheusában publikálta. Az ország különböző tájain megfordult, gyakrabban a Felvidéken és Pesten, közben lejegyezte a számára fontos látnivalókat, eseményeket, elbeszélte találkozásait. Még 72 évesen, életének utolsó évében tett útjáról is érzékletes képekben, pontos leírásokban számolt be (Pannonhalmára, Esztergomba, Vácra; 1831). Az Erdélyi levelek 26 levélből áll, melyeket barátjához, Dessewffy Józsefhez írt. A szemléletes leírásokat történelmi, kultúrtörténeti ismertetők egészítik ki és – az akkoriban divatos levélformának megfelelően – az író érzelmei, személyes vallomásai kísérik. Az Erdélyi leveleket méltatói Kazinczy egyik legszebb írásművének tartják.

#### Emlékiratok
Előbb Az én életem, majd Pályám emlékezete címen összeállított, mintegy 45 évet átfogó emlékiratában életének eseményeit házasságkötéséig, négy nagyobb részre osztva beszéli el. Bemutatja szellemi fejlődésének, íróvá érlelődésének fontosabb állomásait. Szemléletesen megrajzolt helyszínek, alakok, élethelyzetek váltakoznak benne, és közben megelevenedik a századvég kora, társadalmi élete. Más műveihez hasonlóan önéletírását is többször átdolgozta, bővítette; még nem teljes szövegváltozata Pályám emlékezete címen először Vörösmarty Tudományos Gyűjtemény című folyóiratának 1828. évi számaiban jelent meg.
A Pályám emlékezetében az 1794 decemberétől 1801 nyaráig terjedő időszakot az író csak szűkszavúan beszéli el, a fogság szót meg sem említi. Életének ezt a tragikus hat és fél évét külön írta meg. A Fogságom naplója a 19. századi magyar emlékirat-irodalom kiemelkedő alkotása. Kazinczy évtizedekkel szabadulása után, naplói, megmaradt feljegyzései felhasználásával készítette és 1828-ban fejezte be, de a cenzúra miatt meg sem kísérelte kiadni. Először 1848-ban jelentek meg belőle részletek; könyvalakban teljes terjedelemben először csak az író halálának centenáriumán, 1931-ben látott napvilágot.

#### Levelezése
Kritikusai, ismerői Kazinczy legjelentősebb művének levelezését tartják. Több mint 6000 levele ismeretes, ezek legnagyobb részét 1890–1911 között Váczy János adta ki 21 kötetben. További egy-egy pótkötet 1927-ben, illetve 1960-ban jelent meg, és azóta is újabb levelei kerültek elő.
A nyelv és az irodalom világáról, a kert- és képzőművészetről, magánéletéről vagy az országos politikáról szóló leveleit egyaránt irodalmi szintre igyekezett emelni. Börtönévei után, amikor nem volt lehetőség irodalmi folyóirat indítására, ezt a hiányt másfél évtizeden át Kazinczy egész országra kiterjedő levelezése pótolta.
Egyike volt a világirodalom legszorgalmasabb levelezőinek. Levelezésben állott mindenkivel, aki hosszú élete alatt valamelyest csak számba jött a szellemi Magyarországon, és levelezett mindenről, ami értelmes téma akkoriban felmerülhetett. A kor belső története szempontjából ezek a levelek megbecsülhetetlenek, és mint alkotások is Kazinczy legjobb művei.

## Művei
A 19. század végéig megjelent művek, Szinnyei József: Magyar írók élete és munkái V. (Iczés–Kempner). Budapest: Hornyánszky. 1897.   alapján.

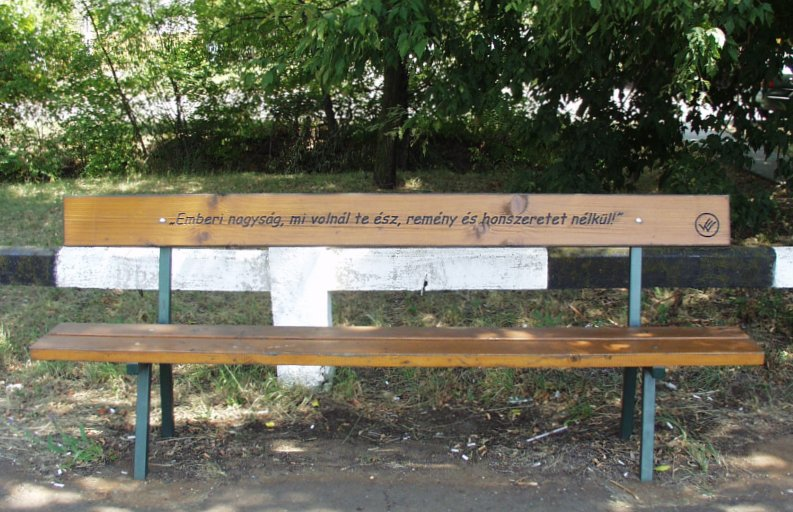
Emlékpadja Alsógödön

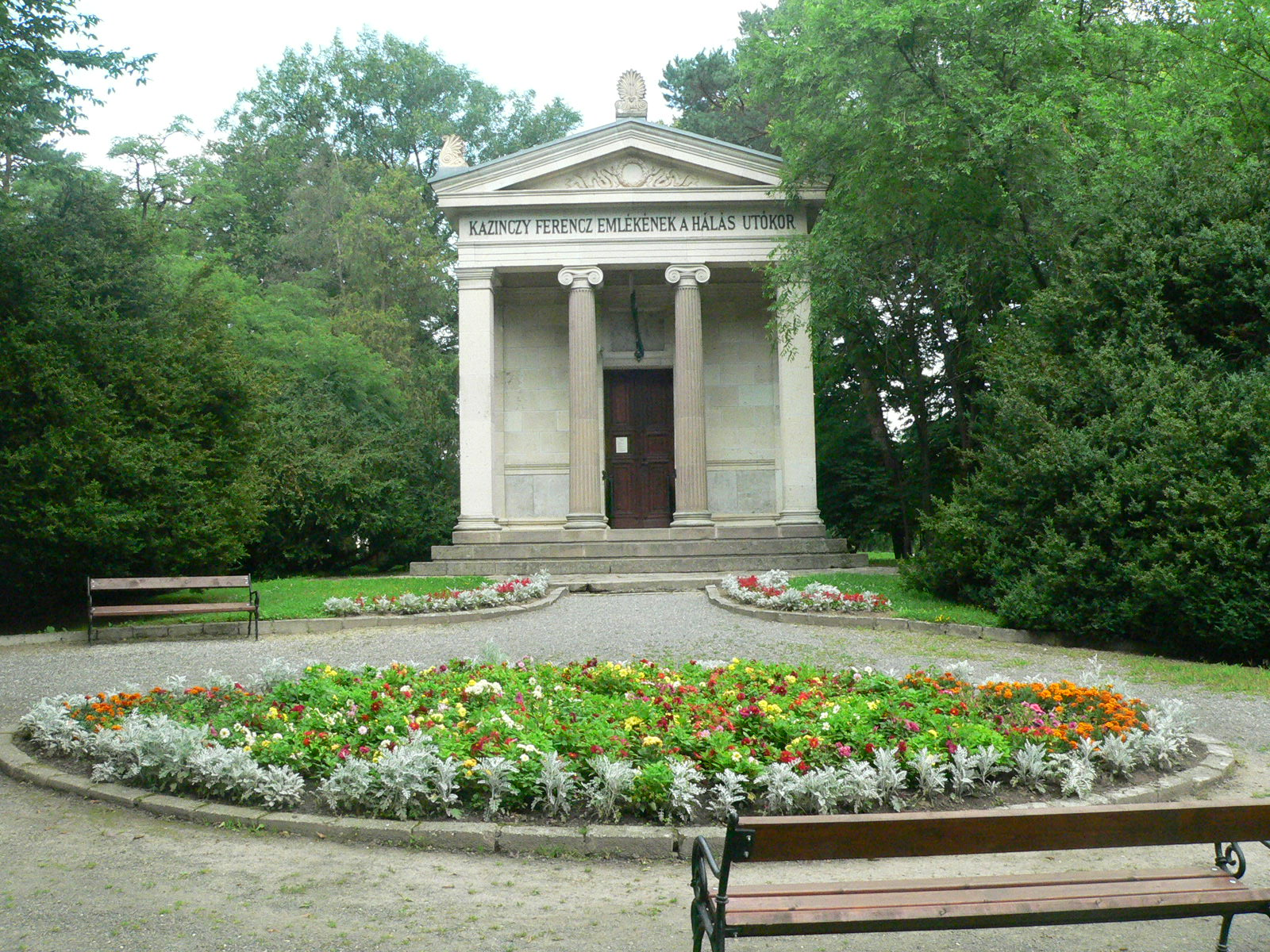
A Kazinczy Emlékcsarnok Széphalmon

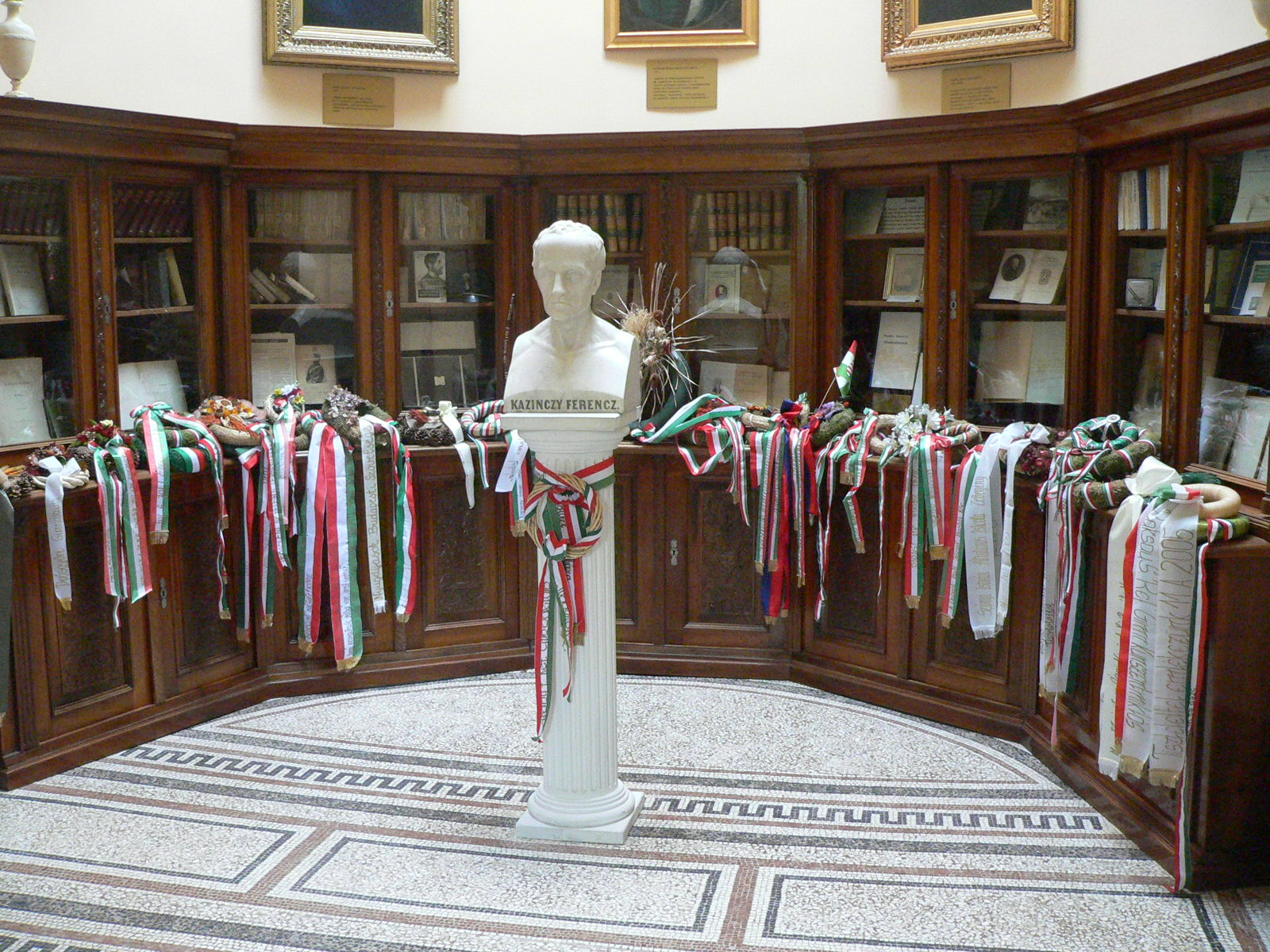
Az író mellszobra a Kazinczy Emlékcsarnokban

1. Magyar ország geographica, az az Földi állapotjának le-rajzolása, mellyet egynehány fő-Geographusok munkájából ki-szedegetett (Kassa, 1775)
2. Az amerikai podocz és Kazimir keresztyén vallásra való megtérése (Kassa, 1775) (1914-es kiadása, Régi Magyar Könyvtár 34. Budapest, MTA)
3. Gessner Salamon Idyllumi (Kassa, 1788)
4. Bácsmegyeynek öszve-szedett levelei. Költött történet (Kassa, 1789) Kazinczy jelentése nyolcz levélen. Egy rég elfeledett német regény: Adolf's Briefe után szabadon dolgozva Megtalálható a Magyar Elektronikus Könyvtárban
5. Hivatalba vezető beszéd, melyet a kassai tudománybeli megye nemzeti oskoláinak legelső királyi visitatoraihoz tartott, mint a megnevezett oskoláknak királyi districtualis inspectora (Kassán 1789. december 20.) (Ugyanez németül. Kassa, 1789)
6. Kazinczy Ferencz Külföldi Játszó-Színjének első darabja Hamlet, Shakespeare és Schröder után, szomorújáték 6 felv., úgy a mint az a mi játszó szineinkre léphet (Kassa, 1790)
7. Helikoni virágok 1791-re. Pozsony és Komárom (Az utolsó években megjelent és új költeményei, másokéival együtt.)
8. Lanaszsza, szomorújáték 4 felv. németből (Pest, 1793)
9. Herdernek Paramythionjai (Széphalom (Bécs), 1793) (Hozzá: Lessing meséi három könyvben Aszalay János által, de általa átdolgozva és saját költségén.)
10. Sokrates Mainomanos, az az a Sinopei Diogenes Dialogusai, Wielandból (Pest, 1793)
11. Sztella, dráma öt felv. azoknak, a kik szeretnek. Goethe után (Pozsony, 1794)
12. Magyar régiségek és ritkaságok. I. kötet (Pest, 1808) Hozzá: Ortographia Vugarica és Varjas Jánosnak E vocalisú Éneke
13. Kazinczynak fordított egyveleg írásai. I. köt. (Széphalom (Bécs), 1808) Marmontel szívképző regéi két könyvben, hat rézmetszettel
14. Herczeg Rochefoucauldnak maximái és morális reflexiói, három nyelven. Németre fordította Schultz, magyarra Kazinczy Ferenc (Bécs és Trieszt, 1810) Bevezetéssel Kis Jánostól.
15. Kazinczy Ferencz méltós. báró Wesselényi Miklós úrhoz, Miklósnak fiához, midőn 13-ik esztendejébe belépvén, a Közép-Szolnok vármegyei felköltek között, mint kapitány-segédtisztje az atyjának szolgálni kezdett s századját Mart. 23. 1809. Nagy-Károlyban nádorispán ő cs. kir. fensége előtt a fegyverben gyakorlatta. Buda
16. A nagyság és szépség diadalma. Napoleonnak és Luizának menyegzőjöknél (Sárospatak, 1810. március)
17. Kazinczy Ferencz, cs. kir. kamarás és major mélt. Cserei Farkas úrhoz, midőn autographiai gyűjteménye öregbítése végett néhány nagybecsű leveleket küldte (Széphalom, Júliusban 1810.) Kolozsvár, 1810
18. Gróf Dessewffy József és Kazinczy Ferencz kiküldött táblabírónak Vélemények tekint. Zemplény vármegye Rendeihez a Győrnél 1809. június 14. elesett vitézeknek állítandó emlék dolgában. Sátoraljaújhely, a közgyűlés alatt okt. 16. 1809. Sárospatak. 1811 (2. megigazított kiadás. Uo., 1811)
19. Poetai epistola Vitkovics Mihály barátomhoz, a budai görög püspökség consistoriumi fiscálisához, azon felekezetből első, sőt mint eddig egyetlen irónkhoz (Széphalom (Buda), 1811)
20. Tövisek és virágok. Kevés számú példányokban, (Széphalom (Sárospatak), 1811) Epigrammák (1902-es kiadása, Régi magyar könyvtár 20. Franklin, Budapest)
21. Hat sonett Kazinczítól és Szemerétől, kiadta Horvát István (Pest, 1812)
22. Kazinczynak Poetai berke (Pest, 1813) Dayka Gábor verseihez függelékeül jelent meg: 3 levél, 145–243. 1. és 10 levél
23. Özvegy Kazinczy Józsefné szül. Bossányi Susánna emlékezete. Írta első szülöttje K. F. rokonainak s barátjainak gyászlevél helyébe; maradékainak a dolgok tudása végett (Sárospatak, 1813)
24. Kazinczy Ferencz munkái. Szépliteratura. Pest, 1814–16. Kilenc kötet (I. Szívképző regék, Marmonteltől. Paramythek Herdertől. Révai arczk. 1814, II., III. Gessner Salamon munkái. b. Orczy Lőrincz és gr. Barkóczy Ferencz arczk. 1815., IV. Yorick és Eliza levelei. Raynalnak keservével Eliza után. Érzékeny utazások Franczia- és Olaszországban, Sterne után, A római carneval, Goethe után, Csehy József arczk. 1815. V. Esztelle, Clavigo, előadatott Miskolczon 1832. jan. 29., Nagyváradon 1835. máj. 19., Debreczenben 1835. aug. 15., A testvérek, előad. 1794. decz. 17., Goethe drámái, gr. Ráday Gedeon arczk. 1815., VI., VII. Ossziánnak minden énekei, Spissich János és br. Wesselényi Miklós arczk., 1815., VIII. A Szalamandrin és a képszobor, Wieland ut., Egmont, Goethe ut., gr. Teleki József arczk., 1816 IX. Bácsmegyeinek gyötrelmei (ez utóbbi letölthető a Magyar Elektronikus Könyvtárból, németből, egy eredeti toldalékkal, A vak lantos, Weber Vida ut., A repülő szekér, Herder ut., Az Etna, Brydonut., Mesék, Lessing ut., Pászthory Sándor arczk., 1814. Ism. Tudom. Gyűjtem. 1818. IV.)
25. Fegyverneki s Felső-Penczi Vida László úrhoz. (Széphalom, 1815. december 11.) Uo., 1816
26. Kazinczy előbeszéde az általa fordított Sallustiushoz. A Cicero első Catilinariájának első fejezetével (Kassa, 1824)
27. Nikolaus Zrinyi in Szigeth. Frei nach dem Ungarischen. Mit einigen Worten über Krafft und seine Kunstausstellung im Monat Mai 1825. (Wien, 1825)
28. A szent hajdan gyöngyei, Felsőőri Pyrker János László után (Buda, 1830)
29. Galotti Emilia. Lessing után németből. (Pest, 1830)
30. Kazinczy' útja Pannonhalmára, Esztergomba, Váczra (Pest, 1831)
31. Szent történetek az ó- és új-testamentom könyvei szerint. (Sárospatak, 1831)
32. A hajdan Garázda-, ma már Teleki-ház, leágazása (Kassa, 1831)
33. A bot-csinálta doktor, vígj. három felv. Molére után ford. (Buda, 1834)
34. Barnhelmi Minna vagy a katona-szerencse, vígj. öt felv. Lessing után ford. (Buda, 1834)
35. Kazinczy Ferentz' kül-földi játszó-színje. (Kassa, 1835)
36. Kazinczy Ferencz eredeti munkái. Összeszedék Bajza és Schedel. I. kötet. (Pest, 1836. Dalok és ódák, Vegyesek, Epigrammák görög értelemben, Tövisek és virágok, Uj tövisek és virágok, Epistolák, Költemények prosában. 1837-ben a m. tudom. akadémia 200 aranyos nagyjutalmát nyerte.
37. Sallustius C. C. épen maradt minden munkái. Magyarra… (Pest, 1836)
38. M. T. Ciceróból beszédek, levelek és Scipio álma. (Pest, 1837)
39. Kazinczy Ferencz utazásai. Uo., 1839 (K. F. eredeti munkái II. Magyarországi utak, Erdélyi levelek, Toldalékok és Pest, 1861. Ism. Athenaeum 1873. 14–17. sz. Hon 64. sz. Utazásai br. Eötvös Józsefnek K. fölött tartott emlékbeszédével együtt. Bpest, 1885. A m. nemzet Családi Könyvtára 99–100. és XXVIII., Magyarországi utak cz. Uo., 1895. Olcsó Könyvtár 114., 115.)
40. Kénytelen házasság, vígj. egy felv. M. után ford. (Pest, 1839)
41. Kazinczy Ferenc–Szirmay Antal: Az első magyar köztársasági forradalom. A magyar jakobinusok története; sajtó alá rend. Braun Soma; Herczka, Bp., 1918

### Későbbi kiadások
- A magyar nyelv polgári nyelvvé emelése felől Kazinczy Ferenc tübingai pályaműve a magyar nyelvről: 1808. Régi magyar könyvtár (37). Magyar Tudományos Akadémia (Budapest, 1916)

## Származása
| Kazinczy Ferenc (Érsemjén, 1759. okt. 27.– Széphalom, 1831. aug. 23.) író, költő | Apja: Kazinczy József (Vinna, 1732. febr. 9.– Alsóregmec, 1774. márc. 20.)     | Apai nagyapja: Kazinczy Dániel (1685 körül – 1750)                                | Apai nagyapai dédapja: kazinczi és alsóregmeczi Kazinczy András (1660 v. 1662 – 1728) Ung vármegyei alispán |
| Kazinczy Ferenc (Érsemjén, 1759. okt. 27.– Széphalom, 1831. aug. 23.) író, költő | Apja: Kazinczy József (Vinna, 1732. febr. 9.– Alsóregmec, 1774. márc. 20.)     | Apai nagyapja: Kazinczy Dániel (1685 körül – 1750)                                | Apai nagyapai dédanyja: vinnai és nagymihályi Eödönffy Erzsébet (? – 1732)                                  |
| Kazinczy Ferenc (Érsemjén, 1759. okt. 27.– Széphalom, 1831. aug. 23.) író, költő | Apja: Kazinczy József (Vinna, 1732. febr. 9.– Alsóregmec, 1774. márc. 20.)     | Apai nagyanyja: Szirmay Teréz (1706 – 1757 után)                                  | Apai nagyanyai dédapja: szirmai és szirmabessenyői Szirmay András (1658 v. 1659 – Pazdics, 1723. dec. 9.)   |
| Kazinczy Ferenc (Érsemjén, 1759. okt. 27.– Széphalom, 1831. aug. 23.) író, költő | Apja: Kazinczy József (Vinna, 1732. febr. 9.– Alsóregmec, 1774. márc. 20.)     | Apai nagyanyja: Szirmay Teréz (1706 – 1757 után)                                  | Apai nagyanyai dédanyja: királyfalvi Róth Julianna                                                          |
| Kazinczy Ferenc (Érsemjén, 1759. okt. 27.– Széphalom, 1831. aug. 23.) író, költő | Anyja: Bossányi Zsuzsanna (Érsemjén, 1740. máj. 18.– Érsemjén, 1812. nov. 14.) | Anyai nagyapja: Bossányi Ferenc (1703 – Érsemjén, 1786. jún. 15.) bihari főjegyző | Anyai nagyapai dédapja: nagybossányi és nagyugróci Bossányi Ferenc (? – 1710)                               |
| Kazinczy Ferenc (Érsemjén, 1759. okt. 27.– Széphalom, 1831. aug. 23.) író, költő | Anyja: Bossányi Zsuzsanna (Érsemjén, 1740. máj. 18.– Érsemjén, 1812. nov. 14.) | Anyai nagyapja: Bossányi Ferenc (1703 – Érsemjén, 1786. jún. 15.) bihari főjegyző | Anyai nagyapai dédanyja: péchújfalusi Péchy Zsófia (? – 1744 után)                                          |
| Kazinczy Ferenc (Érsemjén, 1759. okt. 27.– Széphalom, 1831. aug. 23.) író, költő | Anyja: Bossányi Zsuzsanna (Érsemjén, 1740. máj. 18.– Érsemjén, 1812. nov. 14.) | Anyai nagyanyja: Comáromy Júlia (1717 – Érsemjén, 1798. febr. 1.)                 | Anyai nagyanyai dédapja: kóji Comáromy György(? – 1742)                                                     |
| Kazinczy Ferenc (Érsemjén, 1759. okt. 27.– Széphalom, 1831. aug. 23.) író, költő | Anyja: Bossányi Zsuzsanna (Érsemjén, 1740. máj. 18.– Érsemjén, 1812. nov. 14.) | Anyai nagyanyja: Comáromy Júlia (1717 – Érsemjén, 1798. febr. 1.)                 | Anyai nagyanyai dédanyja: kisrédei Rhédey Júlia (? – 1761)                                                  |